# Lombardei (Kronland)

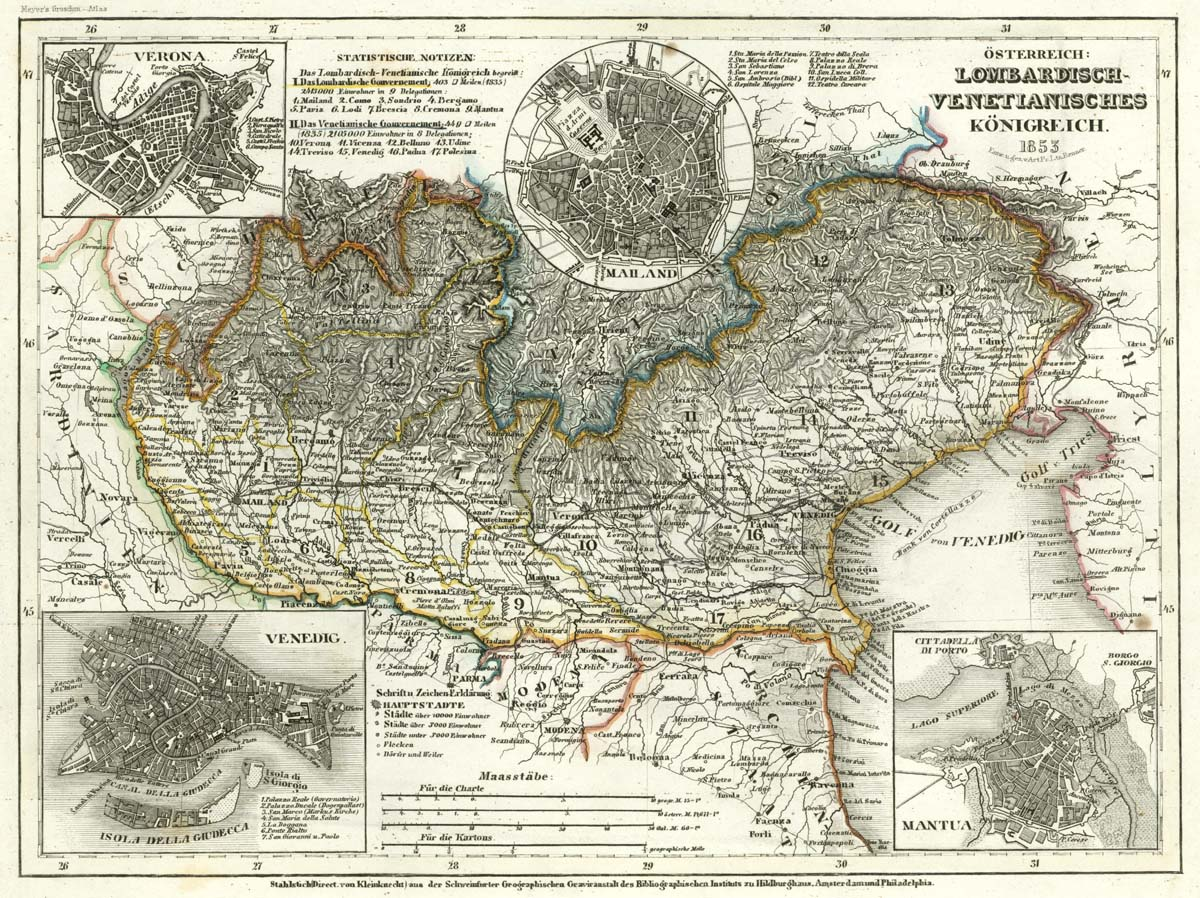
Das Königreich Lombardo-Venetien mit den wichtigsten Städten.

Das Kronland Lombardei war von 1851 bis 1859 ein Kronland des Kaisertums Österreich, das zum Königreich Lombardo-Venetien zählte. Seine Hauptstadt war Mailand.

## Provinzen
Das Kronland Lombardei umfasste folgende Provinzen:
- Mailand
- Bergamo
- Brescia
- Como
- Cremona
- Lodi
- Mantua
- Pavia
- Sondrio (Veltlin)

## Geschichte
Während der napoleonischen Zeit gehörten die Lombardei (das Herzogtum Mailand) und Venetien zum Königreich Italien. Ab 1815 waren die Lombardei und Venetien Teil des Kaisertums Österreich und zählte zum Königreich Lombardo-Venetien. Es bestanden aber getrennte Verwaltungen (Gubernien) für die Lombardei und Venetien.
Im Zuge der fast ganz Mitteleuropa erfassenden revolutionären Erhebungen des Jahres 1848 kam es in Mailand zu den Aufständen der Cinque giornate (18.–22. März 1848). Wenige Wochen später erklärte das Königreich Sardinien-Piemont Österreich den Krieg und marschierte in die Lombardei ein. Schon im August hatten die österreichischen Truppen aber Mailand wieder besetzt, bis Ende des Jahres 1848 war bereits das gesamte Veneto zurückerobert. Nach dem Sieg der Österreicher in der Schlacht bei Novara und dem folgenden Friedensvertrag von Mailand vom 6. August 1849 wurde Venedig als letzte Bastion der norditalienischen Revolutionäre und Republikaner am 23. August 1849 von österreichischem Militär erobert und das Königreich Lombardo-Venetien wieder hergestellt. 1851 wurde das Königreich Lombardo-Venetien in die zwei Kronländer Lombardei und Venetien aufgeteilt.
Am 6. Februar 1853 (Carnevals-Sonntag) unternahmen Anhänger des Revolutionärs Giuseppe Mazzini eine vom Ausland her geplante Revolte in Mailand, indem sie mit Messern und Dolchen überraschend auf nichts ahnende Soldaten einstachen. Dabei wurden 12 österreichische Soldaten getötet und 74 weitere zum Teil schwer verletzt. Generalgouverneur Radetzky belegte die Stadt Mailand mit Strafzahlungen und ordnete die Zwangsverwaltung des Vermögens von vielen hundert, an der Revolte unbeteiligten lombardischen Emigranten im Piemont an.
Nach der Niederlage im Sardinischen Krieg musste Österreich die Lombardei ohne die Provinz Mantua mit dem Frieden von Villafranca 1859 an Frankreich abtreten. Im Vertrag von Turin von 1860 mit dem Königreich Sardinien wurde das Gebiet gegen Nizza und Savoyen getauscht, so dass die Lombardei 1861 Teil des neu gebildeten Königreiches Italien wurde. Die Bezeichnung „Königreich Lombardo-Venetien“ war bis zum 3. Oktober 1866 beibehalten worden, als Venetien mit Mantua trotz der militärischen Erfolge im dritten Unabhängigkeitskrieg im Frieden von Wien an Italien verloren ging.

### Gouverneure der Lombardei
- Michael von Strassoldo-Graffemberg, 1851–1853
- Friedrich Moritz von Burger, 1853–1858[4]